# غابرييل بورتون
غابرييل بورتون (بالإنجليزية: Gabrielle Burton)‏ (21 أغسطس 1939، لانسنغ في الولايات المتحدة - 3 سبتمبر 2015، فينسيا في الولايات المتحدة)؛ كاتبة سيناريو وروائية أمريكية.

## روابط خارجية
- غابرييل بورتون على موقع IMDb (الإنجليزية)
- غابرييل بورتون على موقع قاعدة بيانات الفيلم (الإنجليزية)